# Kyle Hills
Die Kyle Hills sind eine markante Gruppe von Vulkankegeln, Hügeln, Bergkämmen und Gipfeln, die den östlichen Teil der antarktischen Ross-Insel zwischen Mount Terror und dem Kap Crozier einnehmen. Die Ostwestausdehnung des Gebirges beträgt 13 km. Vom Kap Crozier auf Meereshöhe steigen sie bis zum Mount McIntosh im Westen auf etwa 2600 m an. Die lokale Reliefhöhe zwischen den einzelnen Formationen beträgt etwa 200 m.
Das Advisory Committee on Antarctic Names benannte das Gebirge im Jahr 2000 nach dem neuseeländischen Geochemiker Philip Raymond Kyle, Dozent am New Mexico Institute of Mining and Technology in Socorro, der unter anderem zwischen 1969 und 2000 an 28 Feldforschungskampagnen des New Zealand Antarctic Research Program, der National Science Foundation und des United States Antarctic Program beteiligt war.